# Resolutie 748 Veiligheidsraad Verenigde Naties
Resolutie 746 van de Veiligheidsraad van de Verenigde Naties werd op 31 maart 1992 aangenomen. Tien leden stemden voor de resolutie en vijf andere leden – Kaapverdië, China, India, Marokko en Zimbabwe – onthielden zich.

## Achtergrond
Op 21 december 1988 stortte Pan Am vlucht 103 na een bomexplosie neer boven het Schotse plaatsje Lockerbie. Het onderzoek leidde tot twee agenten van de Libische geheime dienst. Libië weigerde mee te werken aan het onderzoek en de twee uit te leveren. Daarom legde de VN-Veiligheidsraad het land een wapen- en luchtvaartembargo op. Aanvankelijk werden de sancties door de internationale gemeenschap geaccepteerd; in juni 1998 nam de Organisatie van Afrikaanse Eenheid echter een resolutie aan waarin zij stelde dat haar lidstaten niet langer aan sancties zouden meewerken. Pas aan het einde van de jaren 1990 veranderde deze opstelling van Libië.
In 1999 werden de twee uitgeleverd en in 2001 werden ze in Nederland berecht.
Op 19 september 1989 werd een Frans vliegtuig van Union de Transports Aériens opgeblazen boven Niger. Ook deze aanslag bleek door Libië te zijn gedirigeerd.

## Inhoud
De Veiligheidsraad:
- bevestigt resolutie 731;
- neemt nota van de rapporten van de Secretaris-Generaal;
- is bezorgd dat Libië nog geen antwoord verschafte op de verzoeken in resolutie 731;
- is ervan overtuigd dat de onderdrukken van terrorisme essentieel is voor de wereldvrede;
- herinnert eraan dat de leden van de Raad bezorgd zijn over terrorisme en dergelijke daden willen aanpakken;
- bevestigt dat landen niet betrokken mogen zijn bij terreur in een ander land;
- bepaalt dat het niet afstand nemen van terrorisme en het niet antwoorden op de verzoeken door Libië de wereldvrede bedreigt;
- is vastberaden om terrorisme uit te roeien;
- herinnert aan het recht van landen om de Veiligheidsraad te consulteren als ze speciale economische problemen ondervinden bij het nemen van maatregelen;
- handelt onder hoofdstuk VII van het Handvest;

1. beslist dat Libië meteen moet antwoorden op de verzoeken van Frankrijk, het Verenigd Koninkrijk en de Verenigde Staten;
2. beslist ook dat Libië zich moet inzetten tegen terrorisme en moet aantonen dat het terrorisme afwijst;
3. beslist ook dat alle landen:
a. moeten verbieden dat vliegtuigen uit of naar Libië hun grondgebied aandoen of overvliegen;
b. de levering van vliegtuigen of vliegtuigonderdelen, -onderhoud, -certificatie en -verzekeringen aan Libië moeten verbieden;
4. beslist verder dat alle landen:
a. de levering van wapens aan Libië moeten verbieden;
b. technische bijstand of opleiding verwant aan de levering, productie, onderhoud of gebruik van de zaken in (a) moeten verbieden;
5. beslist dat alle landen:
a. het aantal Libische diplomatieke medewerkers sterk moeten verminderen;
b. de werking van alle kantoren van Libyan Arab Airlines moeten blokkeren;
c. Libiërs die door andere landen de toegang werden ontzegd of uitgezet wegens terrorisme de toegang moeten ontzeggen, of hen moeten uitzetten;
6. roept alle landen en internationale organisaties op om deze resolutie na te leven, ondanks internationale overeenkomsten of contracten;
7. vraagt alle landen te rapporteren over de maatregelen die ze nemen;
8. beslist een comité op te richten om:
a. de rapporten uit paragraaf °8 te bestuderen;
b. meer informatie van alle landen over hun maatregelen te bekomen;
c. informatie over schendingen in beschouwing te nemen;
d. maatregelen voor te stellen tegen schendingen;
e. aanvragen van landen voor humanitaire vluchten te behandelen;
f. speciale aandacht te hebben voor berichten van landen die speciale economische problemen hebben door de maatregelen;
9. roept alle landen op mee te werken met het Comité;
10. vraagt de Secretaris-Generaal om het Comité bij te staan;
11. nodigt de Secretaris-Generaal uit om zijn rol in paragraaf °4 van resolutie 731 voort te zetten;
12. beslist de maatregelen in de paragrafen °3 tot °7 om de 120 dagen te herbekijken;
13. besluit om op de hoogte te blijven.

## Verwante resoluties
- Resolutie 635 Veiligheidsraad Verenigde Naties (1989)
- Resolutie 731 Veiligheidsraad Verenigde Naties
- Resolutie 883 Veiligheidsraad Verenigde Naties (1993)
- Resolutie 910 Veiligheidsraad Verenigde Naties (1994)

Lijst ·  726 ·  727 ·  728 ·  729 ·  730 ·  731 ·  732 ·  733 ·  734 ·  735 ·  736 ·  737 ·  738 ·  739 ·  740 ·  741 ·  742 ·  743 ·  744 ·  745 ·  746 ·  747 ·  748 ·  749 ·  750 ·  751 ·  752 ·  753 ·  754 ·  755 ·  756 ·  757 ·  758 ·  759 ·  760 ·  761 ·  762 ·  763 ·  764 ·  765 ·  766 ·  767 ·  768 ·  769 ·  770 ·  771 ·  772 ·  773 ·  774 ·  775 ·  776 ·  777 ·  778 ·  779 ·  780 ·  781 ·  782 ·  783 ·  784 ·  785 ·  786 ·  787 ·  788 ·  789 ·  790 ·  791 ·  792 ·  793 ·  794 ·  795 ·  796 ·  797 ·  798 ·  799